# Eugenia pyxidata
Eugenia pyxidata là một loài thực vật có hoa trong Họ Đào kim nương. Loài này được (J.Guého & A.J.Scott) N.Snow mô tả khoa học đầu tiên năm 2008.